# Hospital de Navarra
O Hospital de Navarra, também conhecido como Hospital Reino de Navarra e Hospital de Barañain, é um hospital integrado no Serviço Navarro de Saúde (em castelhano: Servicio Navarro de Salud), a rede pública de Assistência médica da Comunidade Foral de Navarra, Espanha, dependente do Governo de Navarra.
Em janeiro de 2010 foi integrado no Complexo Hospitalar de Navarra (em castelhano: Complejo Hospitalario de Navarra), uma entidade que resulta da fusão do Hospital de Navarra com o Hospital Virgem do Caminho (conhecido popularmente como La Residencia) e a Clínica Ubarmin. Em abril de 2010 o conjunto das três unidades que constituem o complexo tinha 1 114 camas, 5 824 funcionários, dos quais 857 médicos, o que representava 61% dos recursos humanos e 44% dos dos médicos do Serviço Navarro de Saúde.

## História
O Hospital de Navarra foi criado por iniciativa privada no início do século XX, com a concessão de terrenos do souto de Barañain por parte de Concepción Benítez. Devido à sua localização por vezes foi designado como Hospital de Barañain. O projeto foi do arquiteto  Enrique Epalza, asessorado pelo médico Antonio Simonena. Era composto por 29 edifícios dispostos em três filas, com pavilhões, capela e casas para o pessoal. Os pavilhões só tinham um piso.
Em 1913 a construção foi paralisada, quando já estavam concluídos a capela e vários pavilhões. Os terrenos foram cedidos ao Ayuntamiento de Pamplona e não lhes foi dado uso; em 1928 foram cedidos ao Estado, a fim de neles ser instalado o "Patronato Nacional de Cegos", tendo-se retomado as obras. Os pavilhões foram então ampliados, passando a ter dois pisos, segundo um projeto de 1929, mantendo o desenho inicial das fachadas. Quando o patronato foi extinto, a Deputação Foral de Navarra adquiriu o espaço e em 1932-1933 foram para lá transferidas as instalações do antigo Hospital da Misericórdia, que se situava onde hoje está instalado o Museu de Navarra.
Nos anos 1950 as grandes salas foram transformadas em quartos e foram demolidos alguns pavilhões. Os anos 1960 foi mudado o modelo organizativo, tendo sido construído um edifício central que unia os pavilhões A, B, C e D. Desde 1976 foi reprogramada a adequação funcional, tendo ocorrido várias reformas e ampliações na década de 1980. As ampliações prosseguem ainda hoje.
O Hospital Virgem do Caminho foi inaugurado em 1964 como unidade hospitalar Instituto Nacional de Previsión, o primeiro organismo estatal espanhol de segurança social e assistência médica. Em janeiro de 2010 este hospital foi unido ao Hospital de Navarra, designando-se a nova entidade "Hospital Reino de de Navarra".
Em agosto de 2009 foi iniciada a construção do Centro de Investigação Hospital de Navarra, o qual se previa estar concluído no final de 2011. Em fevereiro de 2010 foram iniciadas as obras de um novo edifício para o serviço de urgências, o qual se prevê que esteja concluído no início de 2012.

## Estatísticas referentes a 2009
Nota: dados referentes somente ao Hospital de Navarra, antes da fusão com o Hospital Virgem do Caminho.
| Camas                            | 489    |                           | Urgências   | 52 230 |
| Camas de cuidados intensivos     | 18     | Média diária de urgências | 143         |        |
| Camas de cardiologia             | 8      | Consultas externas        | 315 714     |        |
| Camas para AVC                   | 6      | Pessoal a tempo inteiro   | 2 245       |        |
| Total de internamentos           | 17 586 | Pessoal a tempo parcial   | 355         |        |
| Internamentos programados        | 7 174  | Gastos (euros)            | 186 858 450 |        |
| Internamentos de urgência        | 10 412 |                           |             |        |
| Total de operações cirúrgicas    | 12 110 |                           |             |        |
| Operações cirúrgicas programadas | 10 193 |                           |             |        |
| Operações cirúrgicas de urgência | 1 917  |                           |             |        |